# NGC 6031
NGC 6031 (другие обозначения — OCL 951, ESO 178-SC9) — рассеянное скопление в созвездии Наугольник.
Этот объект входит в число перечисленных в оригинальной редакции «Нового общего каталога».